# بيل هايوود (لاعب كرة قاعدة)
بيل هايوود (بالإنجليزية: Bill Haywood)‏ هو لاعب كرة قاعدة أمريكي، ولد في 21 أبريل 1937 في كولون في بنما.

## وصلات خارجية
- بيل هايوود على موقع دوري كرة القاعدة الرئيسي (الإنجليزية)
- بيل هايوود على موقعبيزبول رفرنس.كوم (الدوري الرئيسي) (الإنجليزية)
- بيل هايوود على موقعبيزبول رفرنس.كوم (الدوري الثانوي) (الإنجليزية)